# Statens vegvesen
A Administração de Estradas Públicas da Noruega' (em norueguês:  Statens vegvesen) é uma agencia do Governo da Noruega responsável pelo gerenciamento dos meios de transporte rodoviários.
Ela é controlada pela Diretoria de Estradas Públicas (Vegdirektoratet) que é subordinada ao Ministério dos Transportes e Comunicações.
Ela é baseada em Oslo.